# 2061: Одиссея Три
«2061: Одиссея Три» (англ. 2061: Odyssey Three) — роман Артура Кларка, написан в 1987 году. Является третьей частью тетралогии «Монолит».
Русский перевод был выполнен Игорем Почиталиным в 1991 году.

## Сюжет
Действие романа происходит через 51 года после событий романа «2010: Одиссея Два».
2061 год. Хейвуду Флойду 103 года, он живёт на орбите, и невесомость продлевает ему жизнь. Космическая техника ступила на следующую ступень развития. Космические скорости увеличились в несколько десятков раз. Расстояние, которое корабль «Алексей Леонов» пролетал за 2 года, теперь преодолевалось за 2 месяца. Инопланетная цивилизация, превратившая Юпитер во второе Солнце, послала сообщение людям: «ВСЕ ЭТИ МИРЫ — ВАШИ, КРОМЕ ЕВРОПЫ. НЕ ПЫТАЙТЕСЬ ВЫСАДИТЬСЯ НА НЕЁ». Поэтому человечество, изучая Солнечную систему, избегает спутника бывшей планеты Юпитер.
В 2061 году к Земле возвращается, пожалуй, самая известная из комет — комета Галлея. К комете на корабле «Юниверс» отправляется экспедиция для её изучения. Один из членов экипажа — Хейвуд Флойд. И вот в самый разгар изучения кометы с Земли приходит сообщение. На Европу совершил вынужденную посадку корабль «Гэлакси» с внуком Флойда на борту.
«Юниверс» отправляется на помощь.